# Nikolaus Lilienfeld

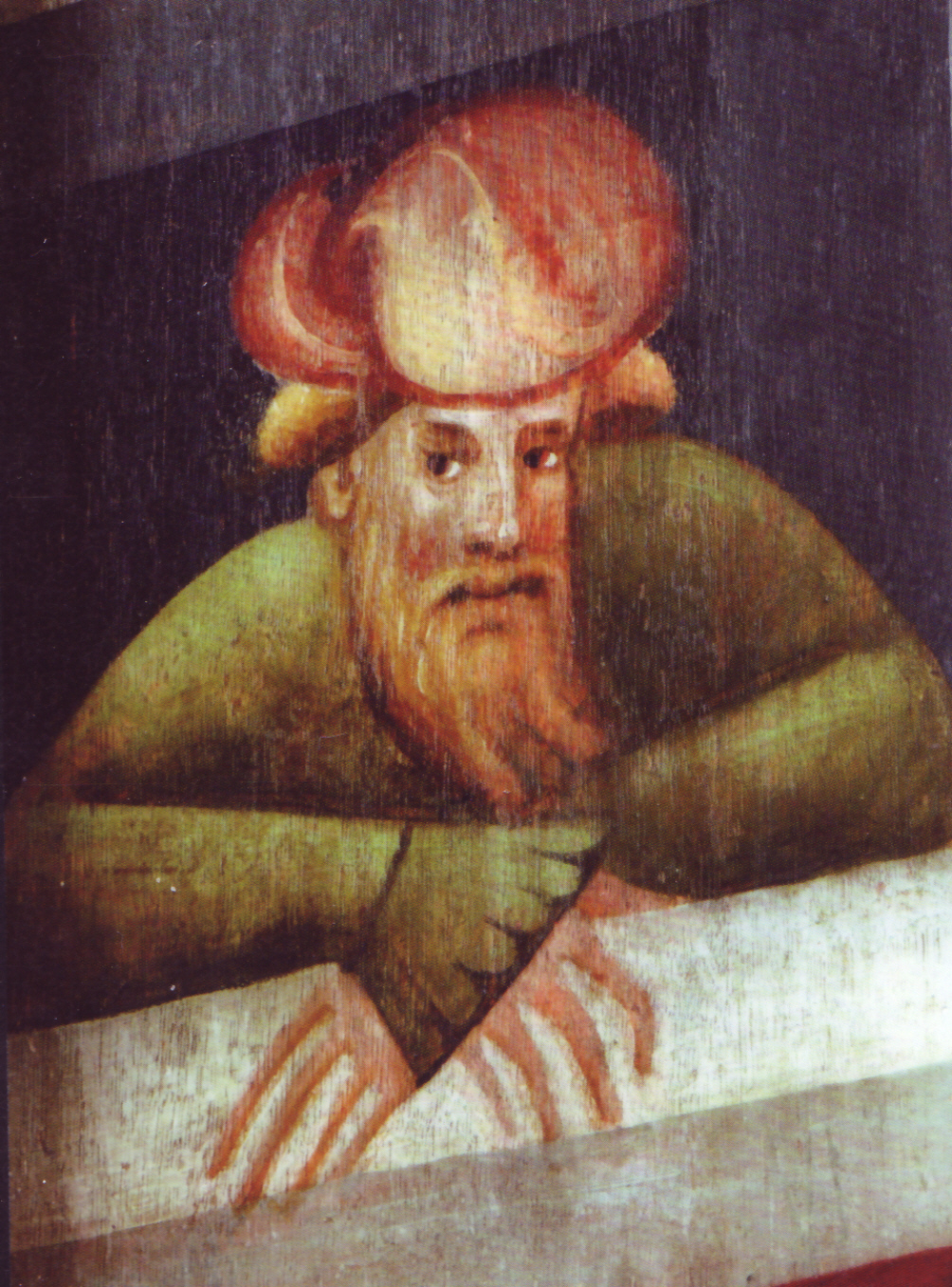
Nikolaus Lilienfeld

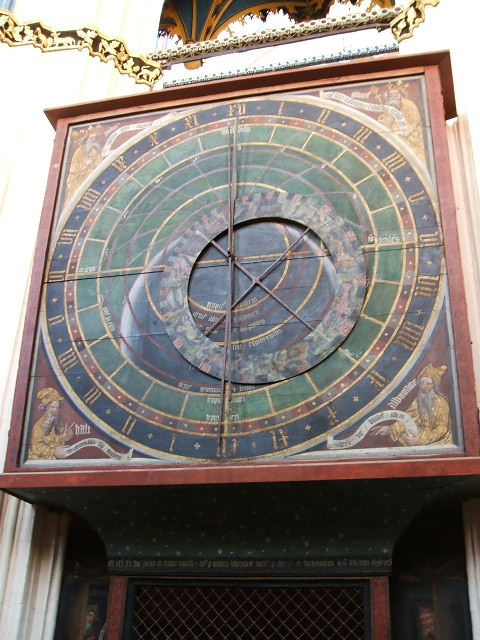
Astronomische Uhr in der Nikolaikirche (Stralsund)

Nikolaus Lilienfeld (auch Nicolaus Lillienveld, Nikolaus Lillienfeld) war ein Ingenieur und Uhrmacher des späten 14. und frühen 15. Jahrhunderts.

## Leben und Werk
Die Lebensumstände von Nikolaus Lilienfeld sind weitgehend unbekannt. Es wird angenommen, dass er zwischen 1350 und 1365 geboren wurde und zwischen 1420 und 1435 starb. Geburts- oder Sterbedaten und -orte von Lilienfeld sind unbekannt.
Zum ersten Mal belegbar ist Lilienfeld Ende 1394, als er die astronomische Uhr in Stralsund vollendet hatte. Im Jahre 1396 wurde er in zwei Rostocker Akten als Zeuge der Beurkundung im Zusammenhang mit der Gründung des Kartäuserklosters Marienehe in Rostock genannt; 1406 war er als Wasserbauingenieur für das Kloster Marienkron bei Rügenwalde tätig und 1420 erhielt er für die Anlage einer Wasserleitung für die Stadt Stralsund eine finanzielle Zuwendung.
Lilienfelds Bedeutung resultiert daraus, dass er die Astronomische Uhr in St. Nikolai (Stralsund) erbaute. Damit ist er der älteste namentlich bekannte Uhrmacher des Ostseeraumes. Die von ihm konstruierte Uhr trägt die lateinische Inschrift:
Anno mcccxciiii In die sancte nicolai completum est opus per nicolaum lillienueld orate pro factoribus et largitoribus qui cum diligencia compleuerunt. (Im Jahre 1394, am Tage des Heiligen Nikolaus, ist dies Werk durch Nicolaus Lillienveld vollendet. Betet für die Verfertiger und Stifter, welche es mit sorgendem Fleiß geschaffen haben.)
Lilienfeld verfügte vermutlich über keine akademische Bildung, war jedoch im Gebrauch astronomischer Instrumente geübt. Von erstaunlicher Genauigkeit ist seine Angabe der geographischen Breite Stralsunds auf dem Zifferblatt der Stralsunder Uhr mit 54 Grad 25 Minuten.
Das Gehäuse der Uhr trägt an der südlichen Seitenwand zudem ein Porträt Lilienfelds, das älteste Bildnis eines Uhrmachers überhaupt.
Aufgrund von Ähnlichkeiten erhaltener Teile mit den entsprechenden Elementen der Stralsunder Uhr wird vermutet, dass Lilienfeld auch die Astronomische Uhr des Doberaner Münsters, von der heute nur noch das Zifferblatt erhalten ist, sowie die nicht mehr im Originalzustand befindliche Uhr im Dom zu Lund baute. Es existieren jedoch keine schriftlichen Belege für diese Annahme.
Lilienfeld hat 1379 wahrscheinlich auch die erste Ausführung der astronomische Uhr in der Marienkirche zu Rostock, vermutlich eine Astrolabiumsuhr, angefertigt.